# P.I.G.
P.I.G. (även skrivet PIG, Pig och <PIG>) är ett enmansband bestående av Raymond Watts, en tidigare medlem och samarbetspartner till KMFDM. Många av hans skivor släpptes ursprungligen i Japan, där han nådde en mycket större framgång än i Storbritannien och USA. Skivorna släpptes så småningom även i USA. Raymond Watts övergav så småningom pseudonymen P.I.G. och släppte skivan Pigmartyr i april 2004, under namnet Watts.
Under 2010 släppte han soundtracket till boken Mellan Rummen av Daniel Watson, tillsammans med John Gosling och Dr. Shinto.

## Samarbetande musiker
- Steve White – gitarr, programmering
- Jules Hodgson – gitarr
- Andy Selway – trummor
- Sascha Konietzko – sång, programmering
- Gunter Schulz – gitarr
- Sakurai Atsushi – sång
- Imai Hisashi – gitarr
- Mike Watts – keyboard
- Anna Wildsmith – sång

## Diskografi (urval)
Studioalbum
- A Poke in the Eye... with a Sharp Stick (1988)
- Praise the Lard (1991) (återutgiven 1997)
- The Swining (1993) (utgiven i Japan 1993, utgiven som Swining/Red Raw & Sore i USA 1999)
- Sinsation (1995)
- Wrecked (1997)
- Genuine American Monster (1999)
- Je M'Aime (Pig & Sow)
- Pigmartyr (som "Watts") (2004)
- Pigmata (remix av Pigmartyr, utgiven under namnet "PIG") (2005)
- Gospel (2016)
- Swine & Punishment (2017)
- Risen (2018)

Livealbum
- Sturm & Drang Tour 2002 (2002)
- Live in Mexico City (2008)

EP
- Hello Hooray (1992)
- A Stroll in the Pork (1992)
- Red Raw & Sore (1994) (1994 i Japan, utgiven som The Swining/Red Raw & Sore i USA 1999)
- Sin Sex & Salvation  (1994) (delad EP med KMFDM)
- Painiac (1995) (utgiven i Japan)
- Prime Evil (1997) (utgiven i Japan 1997 och i USA 2000)
- No One Gets Out of Her Alive (1998) (utgiven i Japan)
- Disrupt, Degrade & Devastate (1999) (utgiven i Japan)
- No One Gets out of Her Alive (2000)
- The Diamond Sinners (2016)
- Prey & Obey (2017)
- Second Coming (2017)

Singlar
- "Never For Fun" / "My Favourite Car" / "Hildelinde" (maxi-singel) (1988)
- "Sick City" / "Shit for Brains" (1989)
- "The Fountain of Miracles" (promo) (1993)
- "Shit For Brains" (maxi-singel) (1993)
- "Contempt" (maxi-singel) (1997)
- "Black Mass" (maxi-singel) (2018)